# ایر وست
ایر وست (به انگلیسی: Air West) یک شرکت هواپیمایی است که در تاریخ ۱ آوریل ۱۹۹۲ میلادی تأسیس شده است. دفتر مرکزی ایر وست در خرطوم، سودان واقع شده‌است و قطب این شرکت هواپیمایی در فرودگاه بین‌المللی خرطوم قرار دارد .